# 山东省济南中学
山东省济南中学（简称：济南中学，英文：Jinan Middle School in Shandong Province），始创于1945年11月16日，重点中学，是山东省规范化学校、山东省文明单位及济南市普通高中推荐生试点学校。

## 历史
1945年11月16日-1949年2月，中华民国交通部在济南火车站西车站街设立部立济南扶轮中学校。
1949年2月-1950年1月，解放后由济南市教育局领导，后又被铁路局接管，更名为华东区铁路管理局济南扶轮中学校。
1950年1月-1965年2月，更名为济南铁路职工子弟中学校。1952年，学校迁入现铁一校区。
1965年2月-2004年5月，更名为济南铁路职工子弟第一中学。
2004年，该校被移交被济南市教育局管理，并更名为山东省济南中学。
2011年，该校设立济南中学胜利校区，是专为高三设立的走读制校区。
2018年8月，济南中学唐冶校区投入使用，作为寄宿制校区使用，2021年被济南市教育局正式命名为“济南东城实验高级中学”。